# Filippa Fotopoulou
Filippa Fotopoulou (zwischenzeitlich Filippa Kviten; * 20. Dezember 1996 in Nikosia) ist eine zyprische Leichtathletin, die sich auf den Weitsprung spezialisiert hat. Ihre Zwillingsschwester Olivia Fotopoulou ist als Sprinterin aktiv.

## Sportliche Laufbahn
Erste internationale Erfahrungen sammelte Filippa Fotopoulou im Jahr 2013, als sie bei den Jugendweltmeisterschaften in Donezk mit einer Weite von 5,93 m den elften Platz belegte. Anschließend schied sie bei den Junioreneuropameisterschaften in Rieti mit 5,83 m in der Qualifikation aus und verpasste auch mit der zyprischen 4-mal-100-Meter-Staffel mit 47,20 s den Finaleinzug. Im Jahr darauf schied sie bei den Juniorenweltmeisterschaften in Eugene mit 5,72 m in der Vorrunde aus und 2016 gewann sie bei den Balkan-Meisterschaften in Pitești mit 6,45 m die Silbermedaille und schied daraufhin bei den Europameisterschaften in Amsterdam mit der Staffel mit 43,87 s im Vorlauf aus, stellte damit aber einen neuen Landesrekord auf. Im Jahr darauf schied sie bei den U23-Europameisterschaften in Bydgoszcz mit 6,05 m in der Qualifikation aus und 2018 erreichte sie bei den Mittelmeerspielen in Tarragona mit 5,86 m Rang zwölf im Weitsprung und wurde mit der Staffel in 44,72 s Vierte. Anschließend klassierte sie sich bei den Balkan-Meisterschaften in Stara Sagora mit 6,18 m auf dem sechsten Platz. 2019 siegte sie bei den Spielen der kleinen Staaten von Europa (GSSE) in Bar in 45,96 s mit der Staffel und gewann im Weitsprung mit einem Sprung auf 6,23 m die Silbermedaille hinter der Isländerin Hafdís Sigurðardóttir. Anschließend nahm sie an der Sommer-Universiade in Neapel teil und erreichte dort mit 6,17 m Rang elf, ehe sie bei den Balkan-Meisterschaften in Prawez mit 6,14 m auf den vierten Platz gelangte. 2021 gewann sie dann bei den Balkan-Hallenmeisterschaften in Istanbul mit neuem Hallenrekord von 6,53 m die Silbermedaille und kurz darauf schied sie bei den Halleneuropameisterschaften in Toruń mit 6,46 m in der Qualifikation aus. Ende Juni gewann sie bei den Balkan-Meisterschaften in Smederevo mit 6,38 m die Bronzemedaille. Im Jahr darauf siegte sie mit 6,79 m beim Filahtlitikos Kallithea und anschließend gewann sie bei den Balkan-Meisterschaften in Craiova mit 6,54 m die Bronzemedaille hinter der Serbin Ivana Vuleta und Florentina Iușco aus Rumänien. Anfang Juli belegte sie bei den Mittelmeerspielen in Oran mit 6,34 m den siebten Platz und gewann mit der Staffel in 45,10 s die Bronzemedaille hinter den Teams aus Italien und Frankreich. Daraufhin startete sie bei den Weltmeisterschaften in Eugene und schied dort ohne einen gültigen Versuch in der Qualifikationsrunde aus. Anschließend belegte sie bei den Commonwealth Games in Birmingham mit 6,47 m den achten Platz und wurde dann bei den Europameisterschaften in München mit 6,26 m Zwölfte.
2023 schied sie bei den Halleneuropameisterschaften in Istanbul mit 6,36 m in der Qualifikationsrunde aus. Im Juni wurde sie bei der 2. Liga der Team-Europameisterschaft im Rahmen der Europaspiele in Chorzów mit 6,34 m Sechste im Weitsprung und siegte in 44,63 s im B-Lauf der 4-mal-100-Meter-Staffel. Anschließend gewann sie bei den Balkan-Meisterschaften in Kraljevo mit 6,42 m die Silbermedaille hinter der Serbin Milica Gardašević. Im Jahr darauf gewann sie bei den Balkan-Meisterschaften in Izmir mit 6,44 m die Bronzemedaille hinter der Bulgarin Plamena Mitkowa und Florentina Iușco aus Rumänien. Anschließend wurde sie bei den Europameisterschaften in Rom mit 6,58 m Elfte. 2025 gewann sie bei den Balkan-Hallenmeisterschaften in Belgrad mit 6,42 m die Silbermedaille hinter der Serbin Milica Gardašević, ehe sie bei den Halleneuropameisterschaften in Apeldoorn mit 6,41 m den Finaleinzug verpasste.
In den Jahren von 2021 bis 2024 wurde Fotopoulou zyprische Meisterin im Weitsprung sowie 2023 auch in der 4-mal-100-Meter-Staffel.